# Diaphorodes euryscia
Diaphorodes euryscia är en fjärilsart som beskrevs av Turner 1946. Diaphorodes euryscia ingår i släktet Diaphorodes och familjen praktmalar, Oecophoridae. Inga underarter finns listade i Catalogue of Life.